# Nicholas Mungai
Nicholas Mungai (Pistoia, 4 luglio 1993) è un judoka italiano.

## Biografia
Ha rappresentato l'Italia ai Giochi olimpici estivi di Tokyo 2020 nel torneo dei -90 chilogrammi.

## Palmarès
- Campionati mondiali

Abu Dhabi 2024: bronzo nella gara a squadre miste.
- Judo Grand Slam

2018 Judo Grand Slam Ekaterinburg: bronzo nei -90 kg;
2021 Judo Grand Slam Tbilisi: argento nei -90 kg;
- Judo Grand Prix

2017 Judo Grand Prix Zagabria: bronzo nei -90 kg;
2019 Judo Grand Prix Tel Aviv: argento nei -90 kg;